# Manuel de la Azuela
Manuel de la Azuela gobernador interino de las Provincias de Sonora y Sinaloa. Nació en Valmaceda, España, en 1733 y muy joven vino a Nueva España, pasando en seguida a la región septentrional del virreinato. El 1 de enero de 1763 obtuvo plaza de alférez de la Compañía Presidial de Horcasitas y 16 días después ascendió a teniente con motivo del fallecimiento del de esta clase Antonio Sánchez, muerto por los apaches en acción de guerra. Este grado le daba el carácter de segundo jefe de la expresada unidad y a la salida del capitán Tienda de Cuervo quedó con el mando de ella hasta el 20 de junio siguiente en que se presentó el teniente coronel Pineda. En 1767 aplacó a los indios mayos que se habían alborotado, acompañó al padre Gil de Bernabé a la fundación de la misión Carrizal y el gobernador de Sonora y Sinaloa, Coronel Mateo Sastré, lo nombró su teniente. Al ocurrir el deceso de éste asumió el mando político y militar de las Provincias el 15 de marzo de 1773 y lo conservó hasta fines de mayo siguiente en que recibió orden del virrey de Nueva España de entregar el gobierno al capitán Bernardo de Urrea. Durante su corta gestión destituyó al teniente general de los Álamos, don Juan Agustín de Iriarte. Posteriormente formó parte de la "Expedición Sonora" que encabezó el coronel Domingo Elizondo, encargado de perseguir y someter a las tribus rebeldes y se distinguió por su valor en diversas funciones de armas y por la actividad con que persiguió a los apaches en numerosas expediciones. En 1778 ascendió a capitán y se le dio el mando de la Compañía de Fronteras en lugar del capitán Vildósola y en su hoja de servicios constan las siguientes notas:

"Aplicación mucha. Conducta buena. Valor conocido."

En 1788 fue comisionado por el comandante general de Provincias Internas para recoger a los apaches prisioneros que había tomado el teniente coronel Esteban Echegaray en una expedición que había llevado hasta el río Gila, para conducirlos al presidio de Janos y de allí a la Villa de Chihuahua. Desempeñó el mando de la Compañía de Fronteras hasta 1790 en que falleció y fue substituido por el capitán Mata y Viñolas.